# Tinariwen
Tinariwen (Тамашек: ⵜⵏⵔⵓⵏ, с гласными ⵜⵉⵏⴰⵔⵉⵓⴻⵏ, произносится тинаривен, мн. ч. от ténéré — пустыня) — коллектив музыкантов-туарегов из Сахары на юге Алжира и на севере Мали, в районе Азавад. Группа считается первопроходцем пустынного блюза, её гитарный стиль сочетает традиционную музыку туарегов и африканских музыкантов с западным роком. Коллектив впервые собрался в конце 1970-х и выпустил свой первый студийный альбом в начале 1990-х. В начале 2000-х они начали гастролировать по миру.
Группа была основана Ибрагимом Аг Альхабибом; Он и его товарищи по группе Альхассан Аг Тухами и Абдалла Аг Альхусейни присутствуют в группе с 1979 года. Первые поклонники Tinariwen за пределами Сахары стали появляться после выпуска альбома The Radio Tisdas Sessions (2001), а также после выступлений на Festival au Désert в Мали и фестивале в Роскилле в Дании.
Группа была трижды номинирована на премию «Грэмми», а их альбом Tassili получил награду в категории «Best World Music Album» в 2012 году. NPR называет группу «настоящими мятежниками музыки». AllMusic считает, что их музыка является «народным голосом восстания». Журнал Slate называет группу «мятежниками рок-н-ролла, восстание которых, на этот раз, не было просто метафорическим».

## История
История группы Tinariwen начинается с истории её отца-основателя, Ибрагима Аг Альхабиба.
Согласно его воспоминаниям, отец Ибрагима был туарегским повстанцем. Ибрагим в четыре года стал свидетелем казни отца властями во время восстания в Мали. Долгое время он скитался по пустыне, жил в лагерях беженцев в Алжире, где его прозвали «Абарайбон», что означает «ребёнок-оборванец». Однажды он смотрел вестерн в импровизированном кинотеатре в пустыне и был поражён сценой игры ковбоя на гитаре. Тогда же Ибрагим смастерил свою первую гитару из маслёнки, палки и велосипедного троса, и начал учиться играть на ней, разучивая старые напевы туарегов, современные арабские поп-песни и малийский блюз Али Фарка Туре.
Долгое время молодой Ибрагим был «ишумар» — так называли молодых мужчин-туарегов, который были вынуждены покинуть свои дома из-за засухи, конфликтов или нищеты и скитались в поисках работы. В 1979 году, после работы плотником и тюремного заключения, он оказался в оазисе Таманрассет, где познакомился с Альхассаном Аг Тухами («Хасан») и Интейеденом Аг Аблейном, туарегами из Адрар-Ифорас. В Таманрассете Ибрагиму подарили его первую акустическую гитару. Вместе с братом Интейедена, Лией Аг Аблилем («Диарра»), они сформировали музыкальную группу, которая играла на свадьбах и вечеринках туарегских беженцев. В их песнях поднимались темы, которые были близки беженцам и ишумар: тоска по дому, тоска по пустыне, изгнание с родины. У группы не было названия, но люди стали называть их Kel Tinariwen — «Люди пустыни» или «Мальчики из пустыни».
В 1980 году Муаммар Каддафи издал указ, призывающий мужчин-туарегов вступать в новый исламский легион, который должен был сражаться за создание единого мусульманского государства на всей территории Северной Африки. В поисках лучшей жизни Ибрагим и его товарищи по группе откликнулись на призыв и записались на несколько месяцев военной подготовки. В течение следующих нескольких лет участники Tinariwen путешествовали по Ливии и южному Алжиру, оттачивая свое музыкальное мастерство.
В 1985 году группу приглашают в новый лагерь недалеко от Триполи. Этот лагерь находился под управлением Национального движения Азавада, борющегося за создание независимого государства туарегов. Там они познакомились с другой группой начинающих музыкантов, среди которых были Кеду Аг Осаде («Хивадж»), Мохаммед Аг Итлале («Японец»), Свейлум, Абухадид и Абдалла Аг Альхусейни. В процессе обмена опытом сформировалась общая тема их творчества – борьба туарегов за свободу образования и независимость.
Работая в импровизированной студии, они писали и записывали песни, которые бесплатно мог получить любой, кто приходил к ним с чистой кассетой. Благодаря обмену кассетами песни Tinariwen распространялись по поселениям и лагерям беженцев всей Сахары.
К концу 1980-х слава группы Tinariwen значительно выросла. Согласно слухам, правительство Мали, услышав антиправительственные мотивы в их музыке, негласно запретило владение кассетами Tinariwen. Однако по мере творческого развития группы их музыка стала затрагивать более личные вопросы, и тема национальной борьбы ушла на второй план. Они покинули лагерь повстанцев, отправившись на юг Мали. Впервые за 26 лет Ибрагим оказался в своей родной деревне.
В июне 1990 года повстанцы-туареги совершили серию нападений на правительственные здания по всему Мали. После ответных действий со стороны правительственных войск эти нападения переросли в восстание. Некоторые из старших участников Tinariwen, включая Ибрагима, Хасана, Японца, Кеду, Интейедена и Абдаллу Аг Альхусейни, присоединились к восстанию. Согласно воспоминаниям членов группы, Ибрагим и Абдалла ночами развлекали своих товарищей в лесном лагере на востоке Мали. После шести месяцев боевых действий правительство Мали предложило МДА мирные условия. В январе 1991 года было подписано мирное соглашение — Таманрассетские соглашения. Это не стало концом конфликта в Мали, но по мере того, как повстанческое движение распадалось на отдельные партии, участники Tinariwen дистанцировались от восстания и решили полностью посвятить себя музыке.
В конце 1991 года участники Tinariwen отправились в Абиджан, чтобы сделать первую студийную запись группы. В записи на студии JBZ приняли участие Абдалла, Хасан, Кеду, Диарра, а также певица и поэтесса Келтум Валет. Получившийся в результате альбом Kel Tinariwen был выпущен на кассете в следующем году. Лейтмотивом альбома стал призыв к туарегам положить конец племенным распрям и объединиться, чтобы лучше противостоять вызовам современного мира.
С 1993 года участники Tinariwen жили в Кидале и в Бамако, где вели более размеренную и спокойную жизнь. Их представлял менеджер Мэнни Ансар, который организовал новые сессии звукозаписи в студиях малийской национальной телерадиокомпании ORTM. Результатом стал второй альбом Tinariwen, Ténéré, с музыкой Абдаллы, Хасана, Интейедена и Диарры.
В 1994 году Интейеден Аг Аблейн скончался от неназванной болезни.
В 1996 году произошло символическое сожжение более 3000 единиц оружия — так называемое «Пламя мира». Это ознаменовало примирение между правительством Мали и повстанцами-туарегами. Многим бывшим повстанцам предлагали работу в малийской армии или правительственных органах. Участники Tinariwen использовали перемирие, чтобы расширить свою аудиторию.
В 1998 году Tinariwen встретились с французской группой Lo’Jo на музыкальном фестивале в Бамако. Впечатленный музыкой Tinariwen, менеджер Lo’Jo Филипп Брикс обещает поддерживать с ними связь. На следующий год по его приглашению Абдалла, Кеду и Хассан отправляются во Францию, чтобы дать свой первый международный концерт под названием Azawad — по названию непризнанного государства туарегов.

## Наследие
Награды и номинации
- В 2005 году Tinariwen победила в BBC Radio 3 Awards for World Music, в категории «Африка», а также была номинирована в категории «Critics Award».[10]
- В 2008 году Tinariwen номинирована в BBC Radio 3 Awards for World Music, в категориях «Африка» и «Альбом года», за альбом Aman Iman.[11]
- В 2012 году Tinariwen стала лучшей группой в Songlines Music Awards.[12]
- В 2012 году Tassili выиграл премию Грэмми в категории Best World Music Album.[13]
- В 2017 году Elwan номинирован на премию Грэмми в категории Best World Music Album.
- В 2020 году Amadjar номинирован на премию Грэмми в категории Best Global Music Album.
- В 2020 году Amadjar выиграл премию Libera Awards[англ.] в категории Best World Music Album.[14]

## Состав
Текущий состав
- Ибрагим Аг Альхабиб — соло-гитара, вокал
- Альхассан Аг Тухами — гитара, вокал
- Абдалла Аг Альхоссейни — акустическая гитара, вокал
- Эйяду Аг Леше — бас-гитара, акустическая гитара, кабаса, вокал, бэк-вокал
- Саид Аг Айяд — перкуссия, бэк-вокал
- Элага Аг Хамид — гитара, бэк-вокал
- Мохаммед Аг Тахада — перкуссия

Бывшие участники
- Интейеден Аг Аблиль — гитара, вокал (умер в 1994 г.)
- Лия Аг Аблиль — гитара, вокал
- Кеду Аг Оссад — гитара, вокал
- Мохаммед Аг Итлале — гитара, вокал (умер в 2021 г.)
- Ияд Муса Бен Абдеррахман (Садам) — гитара, вокал (с 2006 г. фронтмен группы Imarhan)
- Абдалла Аг Ламида — гитара, бэк-вокал

## Дискография
Студийные альбомы
- Kel Tinariwen (1992)
- Ténéré (1993)
- The Radio Tisdas Sessions (2001)
- Amassakoul (2004)
- Aman Iman (2007)
- Imidiwan: Companions (2009)
- Tassili (2011)
- Emmaar (2014)
- Elwan (2017)
- Amadjar (2019)
- Amatssou (2023)

Прочее
- The Soul Rebel of African Desert (soundtrack, 2006)
- Live in Paris (live, 2016)
- Idrache (Traces of the Past) (compilation, 2024)